# منتخب جمهورية إفريقيا الوسطى لكرة القدم للسيدات
منتخب جمهورية أفريقيا الوسطى لكرة القدم للسيدات (بالفرنسية: Équipe de République centrafricaine féminine de football)‏ هو ممثل جمهورية أفريقيا الوسطى الرسمي في المنافسات الدولية في كرة القدم للسيدات، يديريه اتحاد جمهورية أفريقيا الوسطى لكرة القدم.